# 尼查马·泰克
尼查马·泰克(Nechama Tec)是美国康涅狄格大学社会学教授，是著名的犹太人大屠杀研究者，也是2008电影《反抗军》的原作小说《反抗军》作者。1931年生于波兰卢布林的一个犹太人家庭。。她因为波兰天主教徒的帮助得以在大屠杀中幸存。 二战后她移民到以色列，后来移居美国并在哥伦比亚大学取得博士学位。